# L. Subramaniam
Pour les articles homonymes, voir Subramaniam.
Lakshminarayana Subramaniam, plus connu sous le nom de Dr L. Subramaniam, né le 23 juillet 1947 à Madras, est un violoniste indien de musique carnatique.

## Biographie
L. Subramaniam est né dans une famille de Iyers, une communauté de brahmanes tamouls hindous. Son père, V. Lakshminarayana (en), natif d'Alleppey au Kerala, étant un célèbre professeur de musique, qui exerça notamment à la cour de Ramnad (où il fut en résidence avec ses frères V. Raghavan (en) et V. Krishnan (en) ; deux autres artistes éminents, connus sous le nom de Ramnad Brothers).
Il grandit à Ceylan, particulièrement à Jaffna, où son père est professeur au Jaffna College (en) entre 1936 et 1945, puis de 1952 à 1958. il apprend la musique et les percussions peu avant l'âge de cinq ans. Il commence l'apprentissage du violon avec son père. Mani, comme le surnomment les musiciens, donne son premier concert à six ans.
Ses frères, également des musiciens connus, sont le violoniste et compositeur L. Shankar et le musicologue, chef d'orchestre et compositeur L. Vaidyanathan (en), avec lesquels il a enregistré.
Subramaniam a étudié la médecine au Madras Medical College (en), devient médecin généraliste, avant de se consacrer exclusivement à la musique. Il obtient une maîtrise de musique classique au California Institute of the Arts.
Il se marie avec Viji Subramaniam (en), morte le 9 février 1995, puis avec Kavita Krishnamurthy (en) en novembre 1999.

## Discographie sélective
- L. Subramaniam - Raga Hemavathi
- L. Subramaniam: Three Ragas
- Distant Visions
- Pacific Rendezvous
- Electric Modes
- All the World's Violins

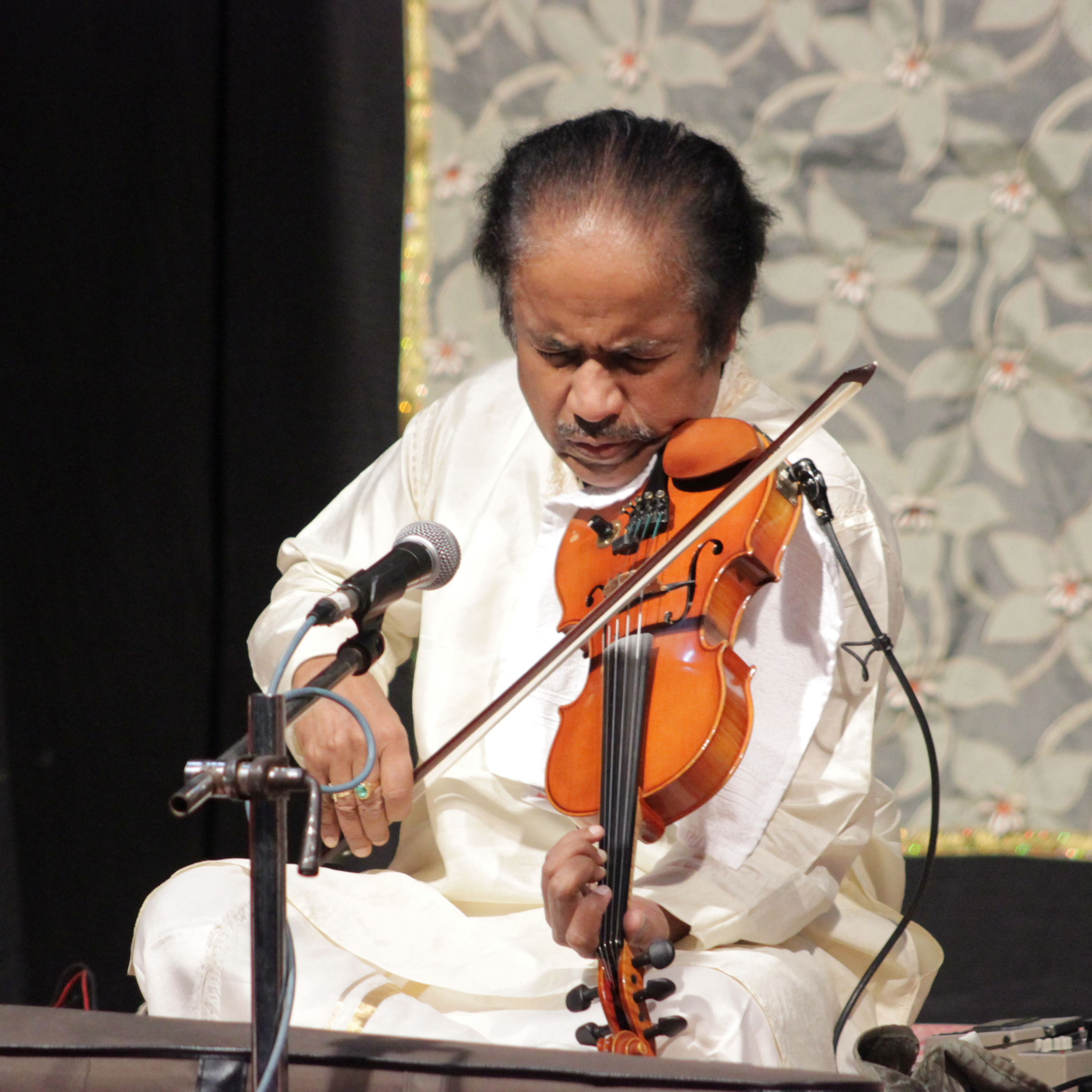
L. Subramaniam à Bhopal.

- L. Subramaniam and Yehudi Menuhin in New York
- Le Violon de l'Inde du Sud
- L. Subramaniam - In Concert
- Shree Priya
- Global Fusion (avec Seetaa Subramaniam)
- Conversations (avec Stéphane Grappelli)